# آواجیق
آواجیق یکی از شهرهای استان آذربایجان غربی ایران است. این شهر غربی‌ترین منطقه شهری در ایران از لحاظ مختصات جغرافیایی و مسکونی بودن است.
آواجیق از شهرهای شمالی استان آذربایجان غربی است که در بخش دشتک شهرستان چالدران در مرز ایران و ترکیه قرار دارد. آواجیق از سکونتگاه‌های قوم آیروملو در استان آذربایجان غربی است و مردم آن به زبان ترکی آذربایجانی صحبت می‌کنند. آواجیق از نظر جغرافیایی، غربی‌ترین شهر ایران است. براساس سرشماری مرکز آمار ایران در سال ۱۳۹۵، جمعیت این شهر برابر با ۱٬۶۶۳ نفر (۴۸۶ خانوار) بوده‌است.  گورستان تاریخی پیر احمد کندی آواجیق از آثار قدیمی آن است.